# Solenzo
Solenzo es una ciudad de la provincia de Banwa, en la región Boucle du Mouhoun, Burkina Faso. A 9 de diciembre de 2006 tenía una población censada de 16 850 habitantes.
Se encuentra ubicada en el centro-oeste del país, cerca de la principal ruta de Uagadugú a Bobo-Dioulasso y del parque nacional de Deux Balés, famoso por sus manadas de elefantes.